# Siamun (fill d'Amosis I)
Siamun va ser un príncep egipci de la XVIII Dinastia. El seu nom significa "Fill d'Amon".
| i | mn · n | G39 | Z1 |

| i | mn · n | G39 | Z1 |

Era fill del faraó Amosis I i de la reina Amosis Nefertari. Tot i així, altren investigadors com Gauthier o Dodson consideren que Siamun podria haver estat el fill mort d'Amenofis I.
Basat en les venes de la mòmia del príncep, Siamun hauria estat probablement el príncep hereu triat per a succeir Amosis I. Tanmateix, Siamun va morir a una edat primerenca. En el relleu funerari de la tomba TT359, l'única suposada representació contemporània de Siamun, se'l representa com un rei.

La seva mòmia va ser trobada a l'amagatall de Deir el-Bahari (DB320) i ara es troba al Museu Egipci del Caire.

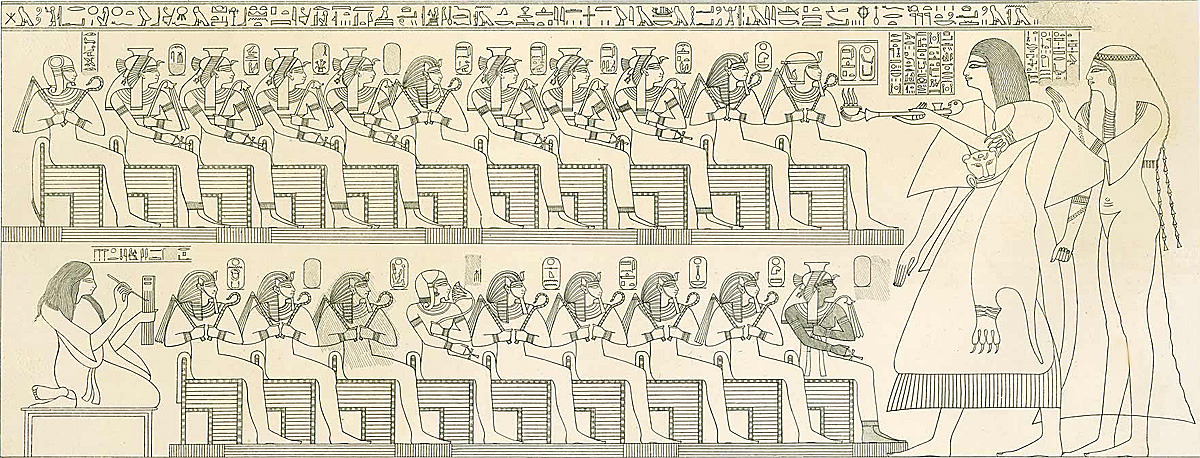
Relleu funerari de la tomba T359. Inherkau i la seva dona davant els Senyors de l'Oest (Lepsius Denkmahler). Fila superior, de dreta a esquerra: Amenofis I, Amosis I, Aah-Hotep I, Amosis-Meritamun, Sitamun, Siamun,?, Amosis-Henuttamehu, Amosis-Tumerisi, Amosis-Nebetta, Amosis Sapair; Fila inferior, de dreta a esquerra: Amosis-Nefertari, Ramsès I, Mentuhotep II, Amenofis II, Seqenenre Tao, ˞˞Ramose ?, Ramsès IV ?, Tuthmosis I